# Testa di moro (colore)
Il colore testa di moro è una gradazione scura di marrone, caratteristica della pelle utilizzata per l'abbigliamento e trattata con tinture.

Stemma di Papa Benedetto XVI

## Uso
Il colore testa di moro viene anche utilizzato in araldica; ad esempio è presente nello stemma papale di papa Benedetto XVI.